# Absolutstetige Wahrscheinlichkeitsverteilung
Die absolutstetigen (Wahrscheinlichkeits-)Verteilungen, auch absolutstetige Wahrscheinlichkeitsmaße genannt, sind eine spezielle Klasse von Wahrscheinlichkeitsmaßen in der Stochastik. Sie zeichnen sich dadurch aus, dass sie über ein Integral und eine Wahrscheinlichkeitsdichtefunktion definiert bzw. dargestellt werden können. Sie sind eine echte Teilmenge der stetigen Wahrscheinlichkeitsverteilungen.

## Definition
Ein Wahrscheinlichkeitsmaß {\displaystyle P} auf {\displaystyle \mathbb {R} } heißt absolutstetig, wenn es absolutstetig bezüglich des Lebesgue-Maßes {\displaystyle \lambda } ist. Das bedeutet, dass jede {\displaystyle \lambda }-Nullmenge auch eine {\displaystyle P}-Nullmenge ist.
Nach dem Satz von Radon-Nikodým ist dies äquivalent dazu, dass {\displaystyle P} eine Wahrscheinlichkeitsdichtefunktion {\displaystyle f_{P}} besitzt. Das bedeutet, es gilt für alle {\displaystyle [a,b]} mit {\displaystyle a<b}
{\displaystyle P([a,b])=\int _{a}^{b}f_{P}(x)\mathrm {d} x}.

## Bemerkung
Streng genommen müsste man die Wahrscheinlichkeitsdichtefunktion so definieren, dass klar ist, dass es sich um eine Dichte bezüglich des Lebesgue-Maßes handelt. In der Stochastik sind jedoch Dichten bezüglich anderer Maße als des Lebesgue-Maßes selten, daher wird oft auf die Angabe verzichtet.
Bei dem Integral handelt es sich streng genommen um ein Lebesgue-Integral. Häufig wird dieses jedoch wie hier durch ein Riemann-Integral ersetzt, dann schreibt man {\displaystyle \mathrm {d} x} anstelle von {\displaystyle \mathrm {d} \lambda (x)}.

## Abgrenzung zu den stetigen Wahrscheinlichkeitsverteilungen
Als stetige Wahrscheinlichkeitsverteilungen werden diejenigen Wahrscheinlichkeitsverteilungen bezeichnet, die eine stetige Verteilungsfunktion besitzen. Auf Maße übertragen bedeutet das, dass die stetigen Wahrscheinlichkeitsverteilungen atomlos sind, also keine einzelnen Punkte {\displaystyle x\in \mathbb {R} } mit {\displaystyle P(\{x\})>0} besitzen.
Nach der Lebesgue-Zerlegung lassen sich atomlose Maße weiter aufspalten:
- In einen absolutstetigen Anteil. Dieser entspricht den absolutstetigen Wahrscheinlichkeitsverteilungen.
- In einen singulären Anteil. Dieser entspricht den stetigsingulären Wahrscheinlichkeitsverteilungen.

Somit ist jede absolutstetige Wahrscheinlichkeitsverteilung immer eine stetige Wahrscheinlichkeitsverteilung. Aber nicht jede stetige Wahrscheinlichkeitsverteilung ist eine absolutstetige Wahrscheinlichkeitsverteilung. Beispiel hierfür ist die Cantor-Verteilung: Ihre Verteilungsfunktion ist stetig, aber sie besitzt keine Wahrscheinlichkeitsdichtefunktion.